# Yozgat
Yozgat är en stad i mellersta Anatolien i Turkiet. Den är administrativ huvudort för provinsen med samma namn, och hade 92 643 invånare i slutet av 2022.